# Svein skald
Svein skald (isl. Sveinn skáld) var en isländsk (eller grönländsk) fiskare och fångstman som för tusen år sedan, under ett uppehåll i Greipar i Nordseta där han låg på valfångst, diktade en drapa som fått namnet Nordsetudrapa (Norðrsetudrápa).
I dag återstår endast rester av detta en gång förmodligen välkända verk. En halvstrof och en fjordung på drottkvätt har bevarats i Snorre Sturlassons Skáldskaparmál (25, 27) och ytterligare en halvstrof och en rad finns i Olav Tordsson vitaskalds Tredje grammatiska avhandling. Det som skildras i dessa fragment är elementens raseri, yrsnö och ett stormpiskat hav.
| Þá er élreifar ófu Ægis dœtr ok teygðu fǫls við frost of alnar fjallgarðs rokur harðar. Skáldskaparmál (25) | Den bleka fjällgårdens [snöfjällets] hårda vindar vävde samman och rev isär Ägirs stormglada döttrar [vågorna], uppfostrade med frost. |  |

Snorre Sturlasson var noga med att tala om namnen på de skalder han citerade, men den här gången nämner han även drapans namn, vilket är ovanligt. Man kan ana att Nordsetudrapa var ett verk för vilket Snorre själv hyste den djupaste beundran.
Svein skald levde troligen på 1000-talet.

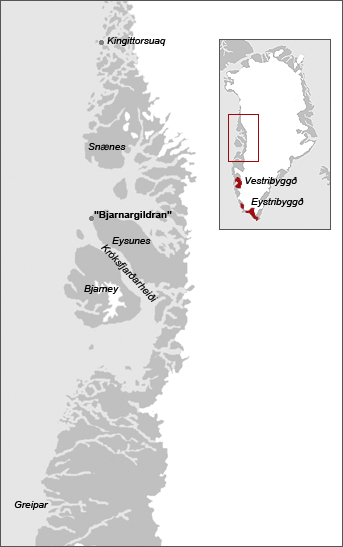
Nordseta. Greipar ligger längst ner till vänster.